# Найдёнов, Александр Николаевич
Алекса́ндр Никола́евич Найдёнов (1866—1920) — московский предприниматель из рода Найдёновых. Сын и наследник Н. А. Найдёнова, потомственный почётный гражданин.

## Биография
Родился в 1866 г. в семье известного предпринимателя, мецената, краеведа, общественного деятеля — Николая Александровича Найдёнова.
В 1883 году стал одним из учредителей Русского гимнастического общества.
С золотой медалью окончил Московскую практическую академию коммерческих наук (1883). После смерти отца занял пост председателя правления Московского Торгового банка, значительно расширил его операции. Состоял  полным товарищем торгового дома «А. Найдёнова сыновья», членом правлений Московского торгово-промышленного товарищества, Московско-Кавказского нефтяного промышленно-торгового товарищества (1905).
Коммерции советник (с 1910). Старшина (1906) и первый заместитель председателя (1915) Московского биржевого комитета.
В 1909—1917 гг. — гласный Московской городской думы.
В 1910—1917 гг. выборный Московского купеческого сословия. Член совета Государственного банка от купечества (1909—1912), член Финансовой комиссии (1910—1917), член Московского отделения Совета торговли и мануфактур, член попечительного совета богадельни для бедных и престарелых женщин имени Ф. Н. Самойлова. 
В 1917 г.  избран почётным мировым судьёй.
Содействовал развитию коммерческого образования. Входил в число попечителей Таганского 2-го городского училища и Московского коммерческого института.
После национализации частных банков в 1917 году, чувствуя ответственность перед  вкладчиками, продал своё имущество и погасил задолженность перед вкладчиками. «Банкир при любых условиях должен сберечь свою репутацию», — заявил он. 
3 ноября 1919 года был арестован вместе с сыном Николаем, студентом второго курса университета.
Расстрелян 13 января 1920 года.
17 января последовал декрет В. И. Ленина, по которому его и ряд других задержанных должны были бы освободить. 
Несколько ранее из тюрьмы вышел его сын — Николай.

## Семья
Жена:  актриса Елизавета  Решетниковова (1876—1951) 
Сын:  Николай (1895—1974), инженер на строительстве Московского метрополитена. 
Дочь Елизавета и сын  Алексей.